# Ігри розуму (психологія)
Ігри розуму — термін на позначення трьох форм конкурентноспроможної людської поведінки :
1. значною мірою свідома боротьба за психологічне прагнення перевершити інших, часто застосовуючи пасивно-агресивну поведінку, конкретно деморалізувати чи знесилити противника, постаючи найкращим; також називають іграми сили, інтелектуальними іграми.[1]
2. несвідомі ігри, у які грають люди, що займаються прихованими справами, у яких вони недостатньо обізнані, і чиї транзакційні аналізи вважають, що вони є центральним особами суспільного життя по всьому світу.
3. розумові завдання розроблені, щоб удосконалити функціонування розуму та/або особистості; Див. також тизери чи головоломки.

Перше відоме використання терміна «ігри розуму» відбулося в 1963 році. Перше відоме використання «інтелектуальних ігор» відбулося в 1977 році.

## Свідоме суперництво
Ігри розуму в сенсі боротьби за престиж з'являються в повсякденному житті у сферах офісної політики, спорту та взаємовідносин. Так як у них, певно, грають найінтенсивніше особистості поведінки типу A, офісні ігри розуму часто важко чітко визначити, оскільки сильне управління розмивається з надмірністю, здорове суперництво з маніпулятивними іграми розуму та диверсіями. Обачний продавець буде свідомо та несвідомо готовий зустрітися з різноманітними складними іграми розуму та образливим ставленням під час своєї роботи.
Серйозний спортсмен також буде готовий стикнутися з різноманітними хитрощами та інтелектуальними іграми від своїх суперників, намагаючись тим часом пройти по тонкій лінії між конкурентною психологією та параноєю.
У тісних стосунках ігри розуму можуть бути використані для того, щоб підірвати віру одного партнера у дійсність власного сприйняття. Особистий досвід може бути заперечений і викинутий з пам'яті; і такі образливі ігри розуму можуть поширюватися на заперечення реальності жертви, соціальний підрив та тривіальність того, що вважається. Обидві статті мають рівні можливості для такого словесного примусу, який може бути здійснений несвідомо внаслідок необхідності вдержати власний самообман.

## Несвідомі ігри
Ерік Берн описав психологічну гру, як організовану серію непередбачуваних транзакцій, що відбуваються на двомісних рівнях, соціальних та психологічних, і призводять до драматичних результатів, коли ці два рівні остаточно збігаються. Він описав відкриття типової гри, як флірт, наступним чином: "Ковбой: "Приходьте подивитися на стайню". Відвідувачка: «Я з дитинства люблю стайні»". На соціальному рівні розмова про стайні, а на психологічному рівні, що стосується сексуальної гри — результат гри, який може бути комічним або трагічним, важким або легким, стане очевидним, коли відбудеться переключення, і приховані мотиви кожного стають зрозумілі.
Близько тридцяти і сорока таких ігор (так само як і варіації кожної) були описані і занесені до таблиці найкращого продавця Берна на цю тему. Згідно з одним транзакційним аналітиком, "Ігри настільки панівні та глибоко вкорінені в суспільстві, що вони мають тенденцію ставати інституціоналізованими, тобто у них грають відповідно до правил, про які всі знають, і більш-менш погоджуються. Гра «Алкоголік», у якій залучаються 5 осіб, ілюструє це… настільки популярна, що соціальні інститути розвинулися, щоб об'єднати різних гравців, таких, як «Анонімні алкоголіки» та «Аль-Анон».
Психологічні ігри різняться за ступенем наслідків, починаючи від ігор першого ступеня, де програш включає збентеження або розчарування, до ігор третього ступеня, де наслідки є небезпечними для життя. Берн, однак, виявив, що «оскільки за визначенням ігри ґрунтуються на прихованих транзакціях, вони мусять мати якийсь елемент експлуатації», а терапевтичний ідеал, який він запропонував, був припинити грати ігри взагалі.

## Розумові вправи
Ігри розуму для самовдосконалення поділяються на дві основні категорії. Існують розумові вправи та загадки для підтримки чи покращення фактичної роботи мозку.
Існує також категорія самомобілізуючої гри розуму, адже в психодрамі, або в розумових та фентезі гуртках — це елементи, які можуть розглядатися як кінцевий результат йоги як сукупності розумових (і фізичних) дисциплін.